# 대한민국 헌법 제90조
대한민국 헌법 제90조는 대한민국 헌법의 조항으로, 총 3항으로 되어있다.

## 조항
①국정의 중요한 사항에 관한 대통령의 자문에 응하기 위하여 국가원로로 구성되는 국가원로자문회의를 둘 수 있다.

②국가원로자문회의의 의장은 직전대통령이 된다. 다만, 직전대통령이 없을 때에는 대통령이 지명한다.

③국가원로자문회의의 조직,직무범위 기타 필요한 사항은 법률로 정한다.